# Prefetti della provincia di Treviso
Questa voce contiene un elenco esaustivo dei prefetti della provincia di Treviso dal 1867.

## Regno d’Italia
- Francesco Sormani (dal 1867 al 25 marzo 1869)
- Giovanni Botteoni (dal 2 aprile 1869 al 21 dicembre 1873)
- Cesare Paladini (dall'8 gennaio 1874 al 14 dicembre 1876)
- Antonio Gilardoni (dal gennaio 1877 all'ottobre 1877)
- Cesare Pallotta (dal 10 ottobre 1877 all'11 aprile 1888)
- David Silvagni (dal 19 luglio 1888 al 26 gennaio 1890)
- Emilio Manfredi (dal 27 gennaio 1890 al 28 giugno 1892)
- Evandro Caravaggio (dal 29 giugno 1892 al 3 maggio 1893)
- Andrea Pisani (dal 4 maggio 1893 al 3 agosto 1898)
- Gaetano Sciacca (dal 4 agosto 1898 al 9 luglio 1899)
- Ernesto Bessone (dall'8 settembre 1899 al 25 novembre 1903)
- Luigi Sormani Moretti (dal 26 novembre 1903 al 15 settembre 1906)
- Giulio Fecia di Cossato (dal 16 settembre 1906 al 31 dicembre 1911)
- Nunzio Vitelli (dal 1º gennaio 1912 al 31 agosto 1917)
- Vittorio Bardesono di Rigras (dal 1º settembre 1917 al 4 luglio 1919)
- Ernesto Vitetti (dal 7 luglio 1919 al 20 agosto 1920)
- Pietro Carpani (dal 21 agosto 1920 al 15 luglio 1921)
- Francesco Crispo Moncada (dal 16 luglio 1921 al 31 agosto 1921)
- Giovanni Battista Massara (dal 1º settembre 1921 al 13 maggio 1924)
- Enrico Cavalieri (dal 14 maggio 1924 al 21 ottobre 1924)
- Antonio Boragno (dal 22 ottobre 1924 al 15 giugno 1925)
- Alberto Goffredo (16 giugno 1925)
- Antonio Boragno (dal 17 giugno 1925 all'11 febbraio 1926)
- Francesco Dentice d'Accadia (dal 12 febbraio 1926 al 30 giugno 1928)
- Nicola Spadavecchia (dal 1º luglio 1928 al 19 marzo 1930)
- Giorgio Boltraffio (dal 20 marzo 1930 al 15 aprile 1932)
- Giuseppe Caratti (dal 16 aprile 1932 al 19 gennaio 1934)
- Marcello Vaccari (dal 20 gennaio 1934 al 31 luglio 1936)
- Italo Foschi (dal 1º agosto 1936 al 20 agosto 1939)
- Florindo Giammichele (dal 21 agosto 1939 al 19 dicembre 1941)
- Salvatore Rapisarda (dal 20 dicembre 1941 al 15 agosto 1943)
- Mario Carta (dal 1º settembre 1943 al 28 ottobre 1943);[N 1]
- Luigi Gatti (dal 28 ottobre 1943 al 22 giugno 1944)
- Francesco Bellini (dal 22 giugno 1944 al 30 aprile 1945)
- Leopoldo Romanzini (dal 2 maggio 1945 al 1º marzo 1946)
- Francesco Orlandi (dal 10 marzo 1946 al 9 ottobre 1946)

## Repubblicana italiana
- Elmo Bracali (dal 10 ottobre 1946 al 19 ottobre 1950)
- Osvaldo Fontanelli (dal 20 ottobre 1950 al 24 ottobre 1954)
- Mario Castellucci (dal 25 ottobre 1954 al 7 ottobre 1958)
- Rodolfo D'Addario (dall'8 ottobre 1958 al 2 novembre 1962)
- Francesco Blandaleone (dal 3 settembre 1962 al 19 ottobre 1970)
- Marcello Parente (dal 20 ottobre 1970 al 25 luglio 1973)
- Tommaso De Cunzo (dal 26 luglio 1973 al 1º maggio 1981)
- Corrado Scivoletto (dal 2 maggio 1981 al 3 agosto 1988)
- Guido Ceccherini (dal 29 ottobre 1988 al 7 novembre 1992)
- Mario Torda (dal 1º febbraio 1993 al 1º settembre 1996)
- Corrado Spadaccini (dal 2 settembre 1996 al 3 giugno 1998)
- Renato Pisani (dal 4 giugno 1998 al 19 dicembre 2000)
- Federico Quinto (dal 20 dicembre 2000 al 28 febbraio 2002)
- Natale Labia (dal 27 febbraio 2003 al 31 luglio 2006)
- Vittorio Capocelli (dal 4 gennaio 2007 al 29 agosto 2010)
- Aldo Adinolfi (dal 30 agosto 2010 al 31 luglio 2013)
- Maria Augusta Marrosu (dal 30 dicembre 2013 al 2 agosto 2015)
- Laura Lega (dal 3 agosto 2015 al 22 luglio 2018)
- Maria Rosaria Laganà (dal 23 luglio 2018 al 19 gennaio 2022)
- Angelo Sidoti (dal 20 gennaio 2022)[3]

### Esplicative
1. ↑  Durante il periodo della Repubblica Sociale Italiana (RSI), dal settembre 1943 all'aprile 1945, il titolo di prefetto fu abolito e, in suo luogo, fu introdotto quello di "capo della provincia".

### Bibliografiche
1. ↑   Prefetti di Treviso dal Regno d'Italia in poi, su prefettura.it. URL consultato il 15 giugno 2024.
2. ↑   Mario Missori, Governi, alte cariche dello Stato e prefetti del Regno d'Italia (PDF), collana Pubblicazioni degli Archivi di Stato, Fondi e sussidi, III, Roma, Ministero dell'Interno, 1973,  pp. 500-501.
3. ↑   Sidoti, il nuovo prefetto: «Un territorio ricco e laborioso ma da preservare», su www.ilgazzettino.it, 14 gennaio 2022. URL consultato il 15 giugno 2024.